# Бейли, Джон Фредерик
Джон Фредерик Бейли (5 августа 1866 — 19 мая 1938) — ботаник и садовник, работал в Австралии в конце XIX и начале XX века.
Джон Фредерик Бейли стал директором ботанических садов в Брисбене в 1905 году. Он стал преемником своего отца, Фредерика Мэнсона Бейли, государственным ботаником Квинсленда в течение 18 месяцев в 1915—1916 годах. С 1917 до 1932 года он был директором Ботанического сада Аделаиды.
С 1893 до 1905 года секретарь Королевского общества Квинсленда. Президент этого общества с 1909 года. Член «англ. Horticultural Society».

## Публикации
- 1896: «Report on the timber trees of Herberton District, North Quensland».
- 1906: «A Selection of Flowering Climbers».
- 1910: «Introduction of economic plants into Queensland».